# Taeromys microbullatus
Taeromys microbullatus  (Tate & Archbold, 1935) è un roditore della famiglia dei Muridi endemico di Sulawesi.

## Descrizione

### Dimensioni
Roditore di medie dimensioni, con la lunghezza della testa e del corpo tra 154 e 203 mm, la lunghezza della coda tra 194 e 267 mm, la lunghezza del piede tra 41 e 46 mm e la lunghezza delle orecchie di 28 mm.

### Aspetto
Le parti superiori sono grigio scure con dei riflessi bianco-grigiastri, le punte dei peli lungo i fianchi sono brunastre, mentre le parti ventrali sono giallo-brunastro, con la base dei peli bruno-nerastra. Il muso è bruno-nerastro. Le vibrisse sono nere. Le orecchie sono grandi. Le zampe sono bruno-nerastre. La coda è più lunga della testa e del corpo, la metà basale è bruno-nerastra, la metà terminale è bianca ed è ricoperta di scaglie, ognuna corredata da un pelo.

## Biologia

### Comportamento
È una specie terricola.

## Distribuzione e habitat
Questa specie è conosciuta soltanto da individui catturati sul Monte Tanke Salokko, nella parte sud-orientale di Sulawesi.
Vive nelle foreste montane a circa 1.500 metri di altitudine.

## Conservazione
La IUCN Red List, considerata la mancanza di informazioni recenti sull'areale e lo stato della popolazione, classifica T.microbullatus come specie con dati insufficienti (DD).